# Ekonomiczna teoria kontraktu

## Procesy adaptacyjne, a formy kontraktów
Adaptacja – jest głównym mechanizmem ekonomicznym, jej analiza powinna być centralnym zadaniem ekonomii
Rodzaje adaptacji:
- rynkowa- dokonują się przez niezależnych partnerów poprzez mechanizm rynkowy (cenowy). Warunkiem ich występowania jest brak wyspecjalizowanych zasobów, przy niskich kosztach adaptacji[2]
- komercyjna- dokonuje się ona poprzez występowanie struktur hierarchicznych i poprzez świadomą współpracę pomiędzy partnerami transakcji. Koszty tej adaptacji w głównie koszty administrowania.

## Procesy adaptacyjne partnerów transakcji, a formy kontraktów
1. Transakcje organizowane przez rynek.
2. Transakcje organizowane przez formy hierarchiczne.
3. Formy pośrednie (hybrydowe).

Wybór form zależy od wysokości kosztów transakcyjnych z nią związanych. Koszty transakcyjne zależą od:
1. stopnia niepewności
2. częstotliwości transakcji
3. charakteru zasobów zaangażowanych w transakcji[3].

## Adaptacja rynkowa a wyspecjalizowanie zasobów
Wyspecjalizowanie zasobów wynika z cech zasobu bądź z jego lokalizacji.
Przykładami wyspecjalizowanych zasobów są:
1. Pracownicy posiadający specyficzne kwalifikacje
2. Pracownik, który mieszka blisko miejsca swojej pracy
3. Przedsiębiorstwo produkuje specyficzny produkt, który spełnia wymagania konkretnego klienta[4]

Wyspecjalizowanie zasobów może napotkać utrudnienia, gdyż:
1. Mechanizm wejścia i wyjścia ma ograniczone zastosowanie.
2. Konflikty rozstrzyga sąd, co powoduje dodatkowe koszty.
3. Wysokie są koszty monitorowania.
4. Transakcja przestaje być bezosobowa[4].

## Kontrakt (umowa)
Umowa to dwustronna czynność prawna (zgodne oświadczenie woli zmierzające do wywołania skutków prawnych), będąca powszechnie przyjętym sposobem nawiązywania więzi gospodarczych przez podmioty prawa (jest instrumentem wymiany dóbr i usług w formie towarowo-pieniężnej); stanowi podstawowe źródło powstania stosunku cywilnoprawnego (zobowiązaniowego) pomiędzy stronami, które ją zawarły.

### Sposób zawarcia umów
1.ze względu na strony:
- dwustronnie gospodarcze – obie strony to podmioty gospodarcze,
- jednostronnie gospodarcze – jedna strona to podmiot gospodarczy;

2. ze względu obowiązek zawierania:
- dobrowolne – nie ma prawnego obowiązku ich zawierania,
- obligatoryjne – istnieje prawny obowiązek (np. przepis prawa, akt administracyjny, umowa przedwstępna) ich zawierania;

3.ze względu na długość okresu świadczeń: umowy wieloletnie, roczne, krótkoterminowe (krótsze niż rok), świadczenia jednorazowe,
4.ze względu na przedmiot działalności gospodarczej:
- obrotu towarowego, inwestycyjne, transportowe, ubezpieczeniowe, bankowe,
- założycielskie, dotyczące przedsiębiorstwa, przedstawicielstwa, pośrednictwa, o współdziałanie[5].

### Przykłady kontraktów
1. Bogaty wujek obiecuje siostrzeńcowi wycieczkę dookoła świata, gdy ten skończy uczelnię z wyróżnieniem.
2. Farmer zachęcony reklamą zamawia za $25 środek, który ma być skutecznym narzędziem zabijania świerszczy. Dostaje 2 drewniane klocki z instrukcją: połóż świerszcza na klocku A i zgnieć go klockiem B[4].

## Transakcyjna teoria kontraktów
Koszty transakcyjne (ang. transaction cost) – koszty koordynacji działalności przedsiębiorstwa wynikające ze współdziałania wielu podmiotów gospodarczych na rynku. Pojęcie wprowadzone przez Ronalda Coase, a rozwinięte przez Olivera Williamsona w teorii kosztów transakcyjnych.

## Doskonały kontrakt i doskonała konkurencja
```
Jeśli kontrakt (obietnice, zobowiązania) jest w pełni egzekwowany i w pełni odpowiada celom obu stron to możemy go uznać za kontrakt doskonały
[
4
]
.
```

Warunki kontraktu doskonałego:
1. stabilne preferencje
2. racjonalne zachowanie
3. ograniczoność wyboru
4. dostępna pełna informacja
5. dążenie do maksymalizacji[4]